# García Gil Manrique Maldonado
García Gil Manrique Maldonado (El Pobo de Dueñas, Guadalajara, 1575 - Madrid, 1651) fue un eclesiástico y político español que llegó a ser diputado eclesiástico de la Diputación del General de Cataluña, Virrey de Cataluña y obispo de Gerona y de Barcelona.

## Biografía
Aunque seguramente nació en El Pobo de Dueñas, algunos dicen que nació en Molina de Aragón donde fue bautizado. Tras pasar su infancia en el palacio de sus padres se marchó a Sigüenza a estudiar y posteriormente a Salamanca donde estudió teología y "ambos derechos", llegando a dar clase en dicha ciudad. Posteriormente se trasladó a Roma donde ejerció como abogado de la Curia Romana entre 1609 y 1619. Tras esto fue nombrado obispo auxiliar de Cuenca, con el título de Obispo de Bizerta. Fue también nombrado inquisidor de Zaragoza y en 1627 Fiscal Supremo del Santo Oficio de la Inquisición.
En 1627 fue promovido a Obispo de Gerona tomando posesión de su mitra y haciendo entrada solemne el 5 de febrero de 1628. Nada más llegar, tuvo que intervenir en un pleito entre el Cabildo catedralicio y la parroquia de San Félix, fallando a favor de los parroquianos, lo que ayudó que acabara siendo diputado de la Generalidad de Cataluña, y enseguida Secretario de la misma gracias a su popularidad.
En 1632, don García Gil fue elegido por todos los diputados como diputado eclesiástico de la Diputación del General de Cataluña, y al año siguiente y por fallecimiento de su anterior titular, fue nombrado Obispo de Barcelona. En mayo de 1640 se inicia la revuelta del Somatén, que es contestada por el levantamiento dels segadors. Y el 7 de junio se culmina la tragedia: el virrey de Cataluña, Dalmau de Queralt, conde de Santa Coloma, es asesinado. Felipe IV pone como sustituto al duque de Cardona y Segorbe que muere un mes después posiblemente envenenado. Tras esto, don Garcigil es nombrado virrey de Cataluña, del Rosellón y de la Cerdaña. Jura su cargo el 3 de agosto y la Diputación del General nombra nuevo diputado eclesiástico al canónigo Pau Claris. El canónigo sentencia la revuelta entregando dos semanas después Cataluña al rey de Francia Luis XIII de Francia.
Don Garcigil, delegado de la monarquía hispánica en Cataluña, recibe órdenes de Madrid de que use la fuerza y el ejército. Pero Garcigil como clérigo se niega siendo destituido y relevado por el marqués de los Vélez. La Generalidad no acepta al nuevo, quieren que siga siendo virrey Garcigil. Este cae gravemente enfermo y en 1642 la situación estalla definitivamente: el virrey en Cataluña del Rey de Francia le destituye y le expulsa. Y don Garcigil, sale de Barcelona y regresa al Pobo de Dueñas. Estando entre este pueblo y Madrid hasta el final de sus días.
Don Garcigil Manrique Maldonado murió en 1651 y fue llevado, ya muerto, a enterrar a la iglesia de El Pobo, donde él había dispuesto que se colocara su cuerpo bajo un mausoleo en el que apareciera su imagen tallada en piedra revestida de sus atributos sacerdotales y episcopales.

| Predecesor: Francesc de Senjust, O.S.B. | Obispo de Gerona 1627 - 1633                                             | Sucesor: Gregorio Parcero, O.S.B.     |
| Predecesor: Joan Sentís y Sunyer        | Obispo de Barcelona 1633–1655                                            | Sucesor: Ramón Senmenat Lanuza        |
| Predecesor: Esteve Salacruz             | Diputado Eclesiástico de la Diputación del General de Cataluña 1632–1635 | Sucesor: Miquel d'Alentorn i de Salbà |